# Francesco Giorgio Bettiol
Francesco Giorgio Bettiol (Castellavazzo, 27 settembre 1897 – 23 maggio 1979) è stato un politico e antifascista italiano.

## Biografia
Commerciante, antifascista attivo in Friuli. Esponente del Partito Comunista Italiano, nel 1948 viene eletto eletto nella I legislatura alla Camera dei deputati, viene confermato anche alle elezioni politiche del 1953; termina il mandato parlamentare nel 1958. 
Muore all'età di 81 anni nel maggio 1979.